# Art Students League of New York

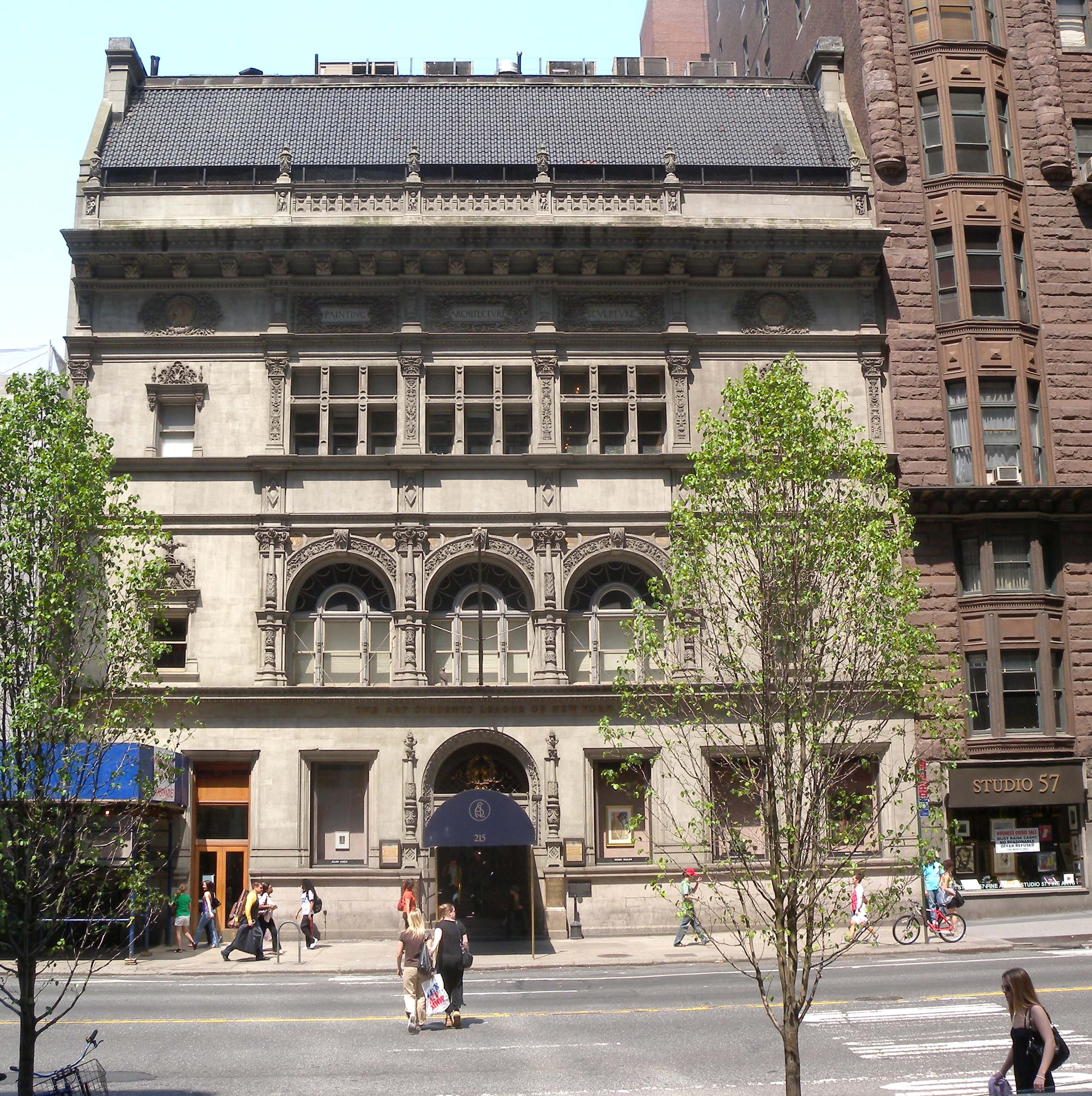
Art Students League of New York vid West 57th Street, maj 2009.

Art Students League of New York är en fristående eftergymnasial konstskola belägen vid West 57th Street i New York i USA.
Alltsedan grundandet på 1800-talet har ett flertal verksamma konstnärer studerat vid konstskolan.
Skolan har en tidning vars motto lyder "Nulla Dies Sine Linea" (svenska: "Inte en dag utan en linje"), vars citat attribueras den grekiske målaren Apelles av historikern Plinius den äldre.
Kända alumni inkluderar konstnärer som Georgia O'Keeffe, Mark Rothko, Lee Miller, Wanda Gág, Roy Lichtenstein och Helen Frankenthaler.